# Photo Kano
Photo Kano (フォトカノ?, Foto Kano) è un simulatore di appuntamenti giapponese sviluppato da Dingo e da Enterbrain, entrato i commercio per PlayStation Portable il 2 febbraio 2012. Per via del coinvolgimento di Entebrain nella creazione Photo Kano viene considerato il successore spirituale di KimiKiss e Amagami, pur non avendo nessuna personale correlazione tranne quella che vede Ichirō Sugiyama quale produttore di KimiKiss.
Una versione migliorata intitolata Photo Kano Kiss  è stata messa in commercio il 25 aprile 2013 per PlayStation Vita. Si sono susseguiti ben 5 adattamenti manga ed una serie televisiva anime prodotta da Madhouse trasmessa dal 5 aprile al 28 giugno 2013 su Tokyo Broadcasting System (TBS).

## Trama
Kazuya Maeda è uno studente di scuola superiore del secondo anno che ha la passione della fotografia; egli scatta spesso foto di ragazze con la sua macchina fotografica Canan, che ha ricevuto in regalo da suo padre per le vacanze estive. Il gioco si concentra sui suoi incontri romantici e relativi sviluppi con diverse ragazze della sua scuola.
L'adattamento animato coinvolge via via ogni ragazza, a seguito di un arco comune fino all'episodio 4, il quale funge da punto di diramazione per ogni percorso; ciascun percorso è costituito da un episodio (eccetto quello riguardante Haruka che fa da co-protagonista in due episodi): quando un percorso è completato, l'episodio successivo ritorna indietro ad un certo punto nel tempo e riprende percorrendo un'altra strada.

## Personaggi

### Personaggi principali
- Kazuya Maeda (前田 一也?, Maeda Kazuya), doppiato da Nobunaga Shimazaki.

Kazuya è il protagonista maschile della storia. Ha provato e subito dopo rinunciato a diversi tipi di attività, tra cui la chitarra e il gioco delle freccette tra le altre cose. Il suo hobby attuale, scatenato dal dono che gli ha fatto il padre di una vecchia macchina fotografica digitale, è la fotografia.
- Haruka Niimi (新見 遙佳?, Nīmi Haruka), doppiata da Kanae Itō.

Haruka è una delle compagne di classe e oggetto dell'affetto del protagonista. Lei è molto popolare, sia tra i ragazzi che tra le ragazze, ottiene sempre buoni voti a scuola e gioca assai bene a tennis; capace di gestire tutto con estrema facilità, non è però il tipo da mostrare iniziative personali. Amica d'infanzia del protagonista, da quando è diventata più consapevole del proprio corpo in via di sviluppo e della sua bellezza, ha preso le distanze da Kazuya, con sua grande delusione. È anche una delle protagoniste del gossip per quanto riguarda il rapporto tra loro due, fin da quando frequentavano la scuola media.
- Hikari Sanehara (実原 氷里?, Sanehara Hikari), doppiata da Kaori Mizuhashi.

Hibari è uno dei membri del club di fotografia. Non ha scelto di scattare ritratti, bensì è invece specializzata in foto di paesaggio e del cielo notturno. Lei non è il tipo che si impegna in chiacchiere inutili e pertanto per la maggior parte del tempo viene vista da sola. Sorride raramente ed è soggetta a commenti sarcastici.
- Aki Muroto (室戸 亜岐?, Muroto Aki), doppiata da Mai Nakahara.

Aki è una studentessa del terzo anno con una personalità piuttosto severa, guadagnandosi la sua reputazione come presidente del consiglio studentesco. I suoi voti sono eccezionali, i migliori che la Kouga Academy abbia mai visto, ed era precedentemente un membro del club di nuoto, in particolar modo come subacquea.
- Nonoka Masaki (間咲 ののか?, Masaki Nonoka), doppiata da Chiwa Saitō.

Nonoka è una studentessa nella media e segue con regolarità i corsi; è estremamente atletica e la sua personalità ottimista le permette di avere un sacco di amici di entrambi i sessi. Lei è l'asso lanciatrice del club di softball e l'amore è l'ultima delle cose che le attraversino la mente. È stata amica del protagonista fin dalla scuola media e più volte gli ha dato nomignoli e soprannomi sulla base dei suoi interessi del momento; quella che utilizza più di frequente è "freccettomane", dal momento in cui Kazuya ha provato a giocare a freccette.
- Mai Sakura (早倉 舞衣?, Sakura Mai), doppiata da Hisako Kanemoto.

Mai è una delle compagne di classe della sorella del protagonista, Kanon; la sua personalità è estremamente mite e affetta da timidezza. Ottiene generalmente voti medi ma in compenso è piuttosto atletica. Si era impegnata nella ginnastica durante la scuola media, per passare alla ginnastica ritmica nel liceo.
- Rina Yunoki (柚ノ木 梨奈?, Yunoki Rina), doppiata da Asuka Ōgame.

Rina ha un atteggiamento molto dolce e si trova nello stesso anno scolastico el protagonista. I suoi voti sono abbastanza buoni, anche con gli errori di distrazione che compie spesso. Le piace cucinare ed è l'unico membro attivo della Cooking Research Society.
- Tomoe Misumi (深角 友恵?, Misumi Tomoe), doppiata da Miyuki Sawashiro.

Tomoe è una ragazza con una personalità piuttosto semplice che si mescola facilmente nei gruppi, anche se sta sempre in secondo piano nella stessa classe del protagonista. I suoi voti sono nella media e lei non è che sia molto atletica; si allontana spesso dai propri compagni di classe e reagisce timidamente quando qualcuno cerca di dar inizio ad una qualche conversazione con lei. Una tal timidezza deriva per lo più dall'essersi dovuta spostare diverse volte di casa a causa dei lavori di suo padre, con il risultato di non essere stata in grado di far amicizia velocemente con nessuno.

### Personaggi di supporto
- Kanon Maeda (前田 果音?, Maeda Kanon), doppiata da Mariya Ise.

Kanon è la sorellastra più giovane del protagonista, ama cantare e ballare e sogna di diventare un idol; spesso le piace ricostruire scene dal vivo che ha visto nei manga shōjo o negli anime che più ama. Ha voti sulla media ma è atletica e si è iscritta al circolo del tennis da quando vi ha aderito anche Haruka. Raramente la si vede priva di un sorriso sul volto. Quando erano ancora bambini ha promesso di far da vera sorellina al fratellastro, ma in segreto si comprende che Kazuya è il suo uomo ideale. Nel gioco, lei ha il suo proprio percorso dopo aver completato quelli delle altre sette ragazze.
- Hiromichi Kudō (九堂 博道?, Kudō Hiromichi), doppiato da Hikaru Midorikawa.

Hiromichi è il presidente del club di fotografia. Egli persegue l'obiettivo di ottenere una vasta gamma di foto delle studentesse, sia nella loro vita quotidiana che in atteggiamenti di "erotismo estremo". Forse è a causa di questo egli è completamente odiato da tutte le ragazze della scuola, ma lui sembra non smentirsi mai e la sua passione è davvero sincera.
- Itta Nakagawa (中川 行太?, Nakagawa Itta), doppiato da Minoru Shiraishi.

Itta è membro del club di fotografia fin dalla classe 2-A e, grazie alla statura minuta, è specializzato in riprese dal basso, da qui il suo soprannome di "Low-Angle Nakagawa".
- Takashi Azuma (東 孝?, Azuma Takashi), doppiato da Nobuhiko Okamoto.

Takashi è un altro dei membri del club di fotografia, anch'egli dalla classe 2-A. Essendo di statura piuttosto elevata la sua specialità è lo scatto angolare dall'alto e il suo soprannome è "Boob-Glimpse Azuma".
- Yuko Uchida (内田 有子?, Uchida Yūko), doppiata da Ayahi Takagaki.

Yuko è il membro solitario femminile del club fotografico e proviene dalla classe 1-C; il suo soprannome è "Stealth" a causa della sua specialità nell'avvicinarsi di nascosto e fotografare soggetti ignari. A causa dei capelli che gli coprono gli occhi, così come anche da altri indizi, viene lasciato intendere che ella sia la cosplyer popolare Alice. Rina sembra essere a conoscenza di questo fatto, ma mantiene il segreto su richiesta di Yuko. Yoko e Hikari sono amiche, anche se appartengono a differenti club. Nel gioco è uno dei personaggi sbloccabili.
- Katsumi Kurebayashi (紅林 かつみ?, Kurebayashi Katsumi), doppiata da Kaoru Mizuhara.

Katsumi era l'asso del club di pallavolo fino a quando non si è ferita alla caviglia durante il suo anno da matricola, costringendola così al ritiro. Ora è presidente del Foto Club (il quale si differenzia dal club di fotografia), che prende tutte le foto ufficiali della scuola. Katsumi ha creato il Foto Club perché è stata respinta da Hiromichi quando ha chiesto di poter aderire al club fotografico (molto probabilmente a causa del disaccordo con lui sulla questione della fotografia erotica). Dal momento in cui si è ferita ha imparato l'uso delle telecamere, che utilizza per registrare i sogni degli altri studenti e per sviluppare il tifo su di loro. Il suo interesse per la fotografia è stata innescato da un senpai con l'interesse per le foto (che era anche un amico di Kudo), che l'ha rallegrata quando lei era sfiduciata a causa del suo infortunio. Non è specificato se il fidanzato visto dopo il suo incontro di beach volley, collaborando con Ruu, sia la stessa persona. Katsumi è amata da tutte le ragazze coinvolte nell'attività del club, in particolare quelle dei club sportivi.
- Ruu Narita (成田 瑠宇?, Narita Ruu), doppiata da Akiko Hasegawa.

Ruu è la stella emergente del club di pallavolo. È entrata a far parte della Koga Academy proprio per giocare assieme a Katsumi, l'oggetto della sua ammirazione, ma Katsumi subito dopo è stata costeetta al ritiro per infortunio. Delusa ma non in grado di cancellare i propri sentimenti nei confronti di Katsumi, aderisce al Foto Club. Nel gioco risulta essere un personaggio sbloccabile.
- Misa Kitagawa (喜多川 美紗?, Kitagawa Misa), doppiata da Saori Seto.

Misa è l'insegnante femminile di inglese del protagonista. Lei considera l'insegnamento la sua vocazione nella vita e quindi è molto approfondita nel guidare i propri studenti. Una personalità dura accoppiata al suo essere disordinata fanno sì che gli avvenimenti della propria vita amorosa equivalgano a zero. Momoko è attualmente sotto la sua supervisione.
- Momoko Ōtani (大谷 桃子?, Ōtani Momoko), doppiata da Aya Endō.

È un insegnante giunta alla Koga Academy nel nuovo semestre in qualità di professoressa di matematica. Con l'eccezione dell'università ella non è mai stata in una scuola con i ragazzi (avendo sempre e solo frequentato le scuole femminili). Dal momento che lei possiede una personalità piuttosto ottimista i suoi studenti spesso la chiamano in maniera informale, a cui lei non si oppone, e questo fa sì che si traduca naturalmente in una grande popolarità tra il corpo studentesco. Come Yuko e Ruu, anche Momoko è uno dei personaggi sbloccabili del gioco.

## Media

### Videogiochi
Photo Kano fu sviluppato da Dingo e Enterbrain e pubblicato da Kadokawa Shoten per PlayStation Portable esclusivamente in Giappone. Il titolo doveva inizialmente uscire il 29 settembre 2011 tuttavia fu posticipato al 2 febbraio 2012 in edizione fisica e dal 29 febbraio uscì anche una versione digitale resa disponibile tramite PlayStation Network. Una versione migliorata nel comparto grafico e nelle meccaniche di gioco che aggiunse un nuovo arco narrativo, intitolata Photo Kano Kiss, uscì per PlayStation Vita il 25 aprile 2013.

### Manga
Un adattamento manga, illustrato da N' Yuzuki intitolato Photo Kano: Sweet Snap viene serializzato sul numero di gennaio 2012 della rivista Dengeki Maoh edita da ASCII Media Works. Un secondo adattamento, con i disegni di Nylon e chiamato Photo Kano: Your Eyes Only è stato pubblicato dal quinto numero del 2013 di Young Animal di Hakusensha. Una terza trasposizione cartacea fu curata nei disegni da Taichi Amasora, intitolata Photo Kano: Memorial Pictures, è stata serializzata dal numero di aprile 2012 di Comic Earth Star della Earth Star Entertainment. Un quarto manga illustrato da Kaisanbutsu, Photo Kano: Happy Album, uscì sul secondo numero di Gianism edito da Enterbrain mentre un'ultima versione cartacea, Photo Kano: Love Album, fu disegnata da Takao Hino ed inserita dal 22 giugno 2012 all'interno di Famitsu Comic Clear edito sempre da Enterbrain.

#### Volumi
| Photo Kano: Sweet Snap (3+ volumi)       |                  |                        |
| 1                                        | 27 luglio 2012   | ISBN 978-4-04-886749-8 |
| 2                                        | 27 febbraio 2013 | ISBN 978-4-04-891281-5 |
| 3                                        | 27 luglio 2013   | ISBN 978-4-04-891802-2 |
| Photo Kano: Your Eyes Only (4 volumi)    |                  |                        |
| 1                                        | 24 agosto 2012   | ISBN 978-4-59-214141-9 |
| 2                                        | 29 marzo 2013    | ISBN 978-4-59-214142-6 |
| 3                                        | 29 agosto 2013   | ISBN 978-4-59-214143-3 |
| 4                                        | 29 novembre 2013 | ISBN 978-4-59-214144-0 |
| Photo Kano: Memorial Pictures (3 volumi) |                  |                        |
| 1                                        | 12 ottobre 2012  | ISBN 978-4-80-300384-0 |
| 2                                        | 12 marzo 2013    | ISBN 978-4803004557    |
| 3                                        | 12 luglio 2013   | ISBN 978-4-80-300480-9 |
| Photo Kano: Happy Album (2 volumi)       |                  |                        |
| 1                                        | 25 marzo 2013    | ISBN 978-4-04-728865-2 |
| 2                                        | 25 ottobre 2013  | ISBN 978-4-04-729300-7 |
| Photo Kano: Love Album (2 volumi)        |                  |                        |
| 1                                        | 25 marzo 2013    | ISBN 978-4-04-728781-5 |
| 2                                        | 25 ottobre 2013  | ISBN 978-4-04-729203-1 |

### Light novel
Enterbrain pubblicò una breve serie di light novel composta da due volumi ed intitolata Photo Kano: Pentaprism Memories, scritta da Fumihiko Shimo e illustrata da Natsume Shimano e pubblicata tra marzo e giugno 2012. La stessa azienda resa disponibile anche una guida chiamata Photo Kano Official Complete Guide uscita il 5 marzo 2012 e due fan book: Photo Kano Love & Happy Book e Photo Kano Visual Works resi disponibili rispettivamente il 19 gennaio ed il 31 agosto 2012.

### Anime
Un adattamento anime di 13 episodi scritto e diretto da Akitoshi Yokoyama è stato prodotto dallo studio Madhouse e trasmesso dal 5 aprile al 28 giugno 2013 su TBS. Mae Shimada si occupò del character design. La sigla d'apertura s'intitola Koisuru Lens (恋するレンズ?, Koisuru Renzu) ed è cantata da Hayato Kaori mentre quella di chiusura è Smile F (スマイルF?, Sumairu Efu) interpretata da Uta Kano e composta da Kanae Itō, Mai Nakahara, Hisako Kanemoto, Kaori Mizuhashi, Chiwa Saitō, Asuka Ōgame e Miyuki Sawashiro.

#### Episodi
| Nº | Titolo italiano (traduzione letterale) Giapponese 「Kanji」 - Rōmaji | In onda        | In onda |
| Nº | Titolo italiano (traduzione letterale) Giapponese 「Kanji」 - Rōmaji | Giapponese     |         |
| 1  | Incontro 「出会い」 - Deai                                           | 5 aprile 2013  |         |
| 2  | Paradiso scolastico 「学園天国」 - Gakuen tengoku                    | 12 aprile 2013 |         |
| 3  | Profusione di fiori 「百花繚乱」 - Hyakka ryouran                    | 19 aprile 2013 |         |
| 4  | I miei sentimenti d'ora in poi 「これからの想い」 - Korekara no omoi | 26 aprile 2013 |         |
| 5  | Conflitto d'amore 「恋の掛け違い」 - Koi no kakechigai               | 3 maggio 2013  |         |
| 6  | Pensieri distanti 「想いはるかに」 - Omoi haruka ni                  | 10 maggio 2013 |         |
| 7  | Il sorriso di una stella 「星の笑顔」 - Hoshi no egao                | 17 maggio 2013 |         |
| 8  | Guarda la mia faccia nuda 「素顔を見つめて」 - Sugao o mitsumete     | 24 maggio 2013 |         |
| 9  | Una sfida d'amore 「恋の果たし状」 - Koi no hatashijou               | 31 maggio 2013 |         |
| 10 | La danza di un angelo 「天使の舞い」 - Tenshi no mai                 | 7 giugno 2013  |         |
| 11 | Moglie dell'accademia 「学園のお嫁さん」 - Gakuen no oyomesan        | 14 giugno 2013 |         |
| 12 | Memoria fotografica 「フォトグラフメモリー」 - Foto gurafu memori    | 21 giugno 2013 |         |
| 13 | Amandosi l'un l'altro 「想い合い」 - Omoi ai                         | 28 giugno 2013 |         |

## Accoglienza
Photo Kano Kiss per PlayStation Vita ha venduto 30 172 copie durante la settimana dell'uscita in Giappone. Dalla metà di maggio 2013, il numero è salito a 46 167 copie. Al dicembre 2015, entrambi i giochi hanno venduto un totale di 200 000 copie tra PSP e PS Vita.